# Фридрих Карл (герцог Шлезвиг-Гольштейн-Зондербург-Плёна)
Фридрих Карл (герцог Шлезвиг-Гольштейн-Зондербург-Плёна) (нем. Friedrich Karl (Schleswig-Holstein-Sonderburg-Plön); 4 августа 1706, Сённерборг — ночь 18—19 октября 1761, Травенталь), известный как Фридрих Карл или Фридрик Карл Гольштейн-Плёнский — член младшей ветви датской королевской семьи и последний герцог Шлезвиг-Гольштейн-Зондербург-Плёна (или Гольштейн-Плёна), датский принц и рыцарь Ордена Слона. Когда он умер, не оставив наследника мужского пола, рождённого от брака с графиней Кристиной Армгард фон Ревентлов, правление герцогства Гольштейн-Плен вернулось к датской короне.

## Ранняя жизнь
Фридрих Карл родился 4 августа 1706 года в замке Сённерборг. Он был единственным и рождённым после смерти отца сыном Кристиана Карла (1674—1706), брата герцога Иоахима Фридриха, герцога Шлезвиг-Гольштейн-Зондербург-Плёна. Матерью Фридриха Карла была Дорофея Кристина фон Айхельберг с которой Кристиан Карл вступил в морганатический брак. В документе 1702 года Кристиан Карл уступив Аррешен добился того, что его возможное потомство будет наследовать Иоахиму Фридриху если тот умрёт бездетным. Не все родственники были с этим согласны и именовали Фридриха Карла — «фон Карлштейн».
Герцог Иоахим Фридрих умер в 1722 году. Самым близким наследником мужского пола был его племянник Фридрих Карл, который со временем и сменил своего дядю на посту герцога Шлезвиг-Гольштейн-Зодербург-Плёна. Но права Фридриха Карла оспорил двоюродный брат Иоахима Фридриха — Иоганн Эрнест Фердинанд Шлезвиг-Гольштейн-Зондербург-Плён-Ретвиш. Иоганн Эрнест Фердинанд стал в 1722 году герцогом Шлезвиг-Гольштейн-Зондербург-Плёнским, а Фридрих Карл был признан принцем и получил титул герцогом Шлезвиг-Гольштейн-Зондербург-Плён-Норбургского.
Воцарение Фридриха Карла было отложено до 1729 года, потому что его отец заключил морганатический брак с его матерью, Дорофеей Кристиной фон Айхельберг, которая была признана датской принцессой королём только спустя годы после смерти её мужа.

## Правитель барокко
В 1729 году Иоганн Эрнест Фердинанд умер бездетным и Фридрих Карл присоединил шлезвиг-голштинские герцогства Плён и Ретвиш, но уступил Норбург датскому королю. Также в его владения вошли Аренсбок, Райнфельд, Травендаль
Плён наслаждался яркой культурной жизнью под властью и художественным покровительством Фридриха Карла. Герцог спроектировал, построил и перестроил резиденции и сады в стилях барокко и рококо, некоторые из которых сохранились до сих пор (среди них — герцогский замок Плёна и так называемый «Дом князей» в Плёне). Других уже нет (особенно следует отметить летнюю резиденцию герцогов в Травентале, снесенную в девятнадцатом веке).
Поскольку ни один сын, рождённый от брака Фридриха Карла, не выжил, в 1756 году он заключил семейный договор с Фредерик V Датским, назвав короля преемником герцогства Плён. Положения были введены в действие всего после пяти лет со смерти Фридриха Карла умер в своем маленьком дворце в Травентале в ночь с 18 на 19 октября 1761 года.

## Семья
У Фредерика Карла было шестеро детей от брака заключенного в 1730 году с Кристиной Армгард фон Ревентлов (1711—1779, дочь датского генерала Кристиана Детлева, графа фон Ревентлов и племянница датской королевы-консорта Анны Софи Ревентлов), которая, как его мать, родила родилась в нединастической дворянской семье:
- Принцесса София Кристина Луиза Шлезвиг-Гольштейн-Зондербург-Плёнская (5 ноября 1732 г., Плён — 18 марта 1757 г., Кведлинбург), канонисса[англ.] Кведлинбургского аббатства.
- Принцесса Фредерика Софи Шарлотта Шлезвиг-Гольштейн-Зондербург-Плёнская (18 ноября 1736 г., Плён — 4 января 1769 г., Шенберг), вышла замуж за Георга Людвига II из Эрбаха-Шенберга.
- Принц Кристиан Карл Шлезвиг-Гольштейн-Зондербург-Плёнский (2 ноября 1738 г., Плён — 27 февраля 1740 г., Плён), умерший в младенчестве.
- Принцесса Шарлотта Амалия Вильгельмина Шлезвиг-Гольштейн-Зондербург-Плёнская (23 апреля 1744 г., Плён — 11 октября 1770 г., Августенбург), вышла замуж за Фридриха Кристиана I Шлезвиг-Гольштейн-Зондербург-Августенбургского и ставшая прапрабабушкой последней германской императрицы.
- Принцесса Луиза Альбертина Шлезвиг-Гольштейн-Зондербург-Плёнская[англ.] (21 июля 1748 г., Плён — 2 марта 1770 г., Балленштедт), вышла замуж за Фридриха Альберта Ангальт-Бернбургского.

Кроме того, у Фредерика Карла были дети от двух любовниц: от Софи Агнес Олеариус, с которой он поддерживал шестилетнюю связь, шесть дочерей; и от его метродели Марии Катарины Бейн, сестры придворного камергера, три сына (двое из которых умерли бездетными) и две дочери (одна из которых умерла в детстве), всех которых герцог признал и узаконил, и кому (или их матерям) он даровал земли, титулы и деньги.